# Stazione meteorologica di Atina
La stazione meteorologica di Atina è la stazione meteorologica di riferimento relativa alla località di Atina.

## Coordinate geografiche
La stazione meteorologica è situata nell'Italia centrale, nel Lazio, in provincia di Frosinone, nel comune di Atina, a 520 metri s.l.m. e alle coordinate geografiche 41°37′N 13°21′E.

## Dati climatologici
Secondo i dati medi del trentennio 1961-1990, la temperatura media del mese più freddo, gennaio, si attesta a +5,1 °C, mentre quella del mese più caldo, agosto, è di +23,3 °C .
| Atina              | Mesi | Mesi | Mesi | Mesi | Mesi | Mesi | Mesi | Mesi | Mesi | Mesi | Mesi | Mesi | Stagioni | Stagioni | Stagioni | Stagioni | Anno |
| Atina              | Gen  | Feb  | Mar  | Apr  | Mag  | Giu  | Lug  | Ago  | Set  | Ott  | Nov  | Dic  | Inv      | Pri      | Est      | Aut      | Anno |
| ------------------ | ---- | ---- | ---- | ---- | ---- | ---- | ---- | ---- | ---- | ---- | ---- | ---- | -------- | -------- | -------- | -------- | ---- |
| T. max. media (°C) | 8,7  | 10,2 | 14,2 | 18,2 | 22,3 | 26,4 | 29,9 | 29,1 | 24,9 | 19,2 | 13,3 | 9,7  | 9,5      | 18,2     | 28,5     | 19,1     | 18,8 |
| T. min. media (°C) | 1,0  | 2,1  | 4,0  | 7,6  | 11,0 | 15,2 | 17,5 | 17,6 | 15,2 | 10,8 | 6,7  | 3,3  | 2,1      | 7,5      | 16,8     | 10,9     | 9,3  |